# Petar Gavrić
Petar Gavrić (* 21. října 1986) je chorvatský fotbalový obránce, momentálně hrající za chorvatský celek NK Stupnik.

## Kariéra
Narodil v městečku Lundbreg na severozápadě Chorvatska. V sedmi letech začal hrát za mládežnické týmy NK Slaven Belupo, který sídlí ve městě Koprivnica. V době působení v týmu se mu podařilo probojovat na kempy Chorvatsko U16. V roce 2003 pak přešel do "A" týmu Slavenu, ale víc hrál za "B" tým hrající II. ligu, ovšem nadále trénoval s áčkem. V roce 2006 odešel za trenérem Ivankovićem, který jej trénoval v dorostu, do týmu Bargh Shiraz FC. Zde byl jediným cizincem v týmu nastupoval převážně jako stoper. V roce 2007 se jako amatér vrátil do Chorvatska do týmu NK Bjelovar. O rok později zamířil stále jako amatér do NK HAŠK Zagreb, který hrál 3. nejvyšší soutěž. Po půl roce (2009) zamířil do NK Rudeš Zagreb hrající ve 2. lize. Ve stejném roce se díky kontaktům jeho manažera, který zastupoval i některé hráče Liberce, se sportovním manažerem Josefem Jinochem dostal na testy do FC Vysočina Jihlava, kam později přestoupil. V březnu 2013 se však kvůli malému hernímu zatížení domluvil s vedením týmu na předčasném ukončení smlouvy. Od srpna téhož roku hrál nejvyšší hongkongskou ligu za celek Tuen Mun SA. Na konci července 2014 se vrátil do Chorvatska, kde nastupoval za druholigový klub NK Bistra. Po sezoně se přesunul do celku HNK Gorica. V lednu 2016 Chorvatsko opustil a zamířil do řeckého celku Panargiakos APO.

## Úspěchy
- FC Vysočina Jihlava
  - postup do Gambrinus ligy (2011/12)